# 土屋佳照
土屋佳照（日语：土屋 佳照，1926年2月25日—2004年11月2日）是日本政治家，自治官僚。

## 經歷
鹿兒島縣肝屬郡（現・鹿屋市）出身。畢業東京帝國大學法學部。進入總理廳工作。入省後馬上向千葉縣調職。1950年6月-1952年8月，地方自治廳聯絡行政部行政課。同年8月，大分縣調職。
1965年，大阪府總務部次長 兼 財政課長。1967年，大阪府知事室。1968年10月，自治省行政局選舉部選舉課長。1972年，自治省財政局財政課長。1973年，自治省行政局選舉部長。1976年，國土廳地方振興局長。1978年6月16日，自治省稅務局長。1979年10月15日，自治省財政局長。1982年7月，自治事務次官。
退出自治省。1989年2月，鹿兒島縣知事。
1996年6月，辭職知事。
2004年11月2日，因為肺炎死去。旭日重光章。